# アンティヴェドゥート・グラマティカ
アンティヴェドゥート・グラマティカ（Antiveduto Gramatica、姓は della Grammaticaとも、1569年12月 – 1626年）は、イタリアの画家である。

## 略歴
ローマで生まれた。16世紀後半から17世紀前半の画家たちの伝記を著わしたジョヴァンニ・バリオーネ（1566-1643）によれば、グラマティカは家族がシエナからローマに旅している時に、ローマ近くで生まれとされ、妊娠した妻から、出産の近いことを聞いていて父親はその出産を予想していたことから、「前に見ていた」という意味のアンティヴェドゥートという珍しい名前が付けられたとされる。
ジョヴァンニ・アンジェリーニ（Giovanni Domenico Angelini）という画家の弟子であったとされる。1591年までには独立して工房を開いていて、1592年にはローマに移ってきたばかりの有名な画家のカラヴァッジオ（1571-1610）が短期間、グラマティカの工房で働いたとされる。
ローマの教会（chiesa di Santo StanislaoやChiesa di Santa Maria della Scala）の祭壇画などの宗教画を描いた。人物画を得意とし人気のある画家になった。 
1593年からローマのアカデミア・ディ・サン・ルカでの活動を始め、アカデミーの二人のパトロンの、フェデリコ・ボロメオ枢機卿（Federico Borromeo）とフランチェスコ・マリア・デル・モンテ枢機卿（Francesco Maria Bourbon del Monte Santa Maria）と親しくなった。1624年にアカデミア・ディ・サン・ルカの会長（principe）になるが、アカデミーの資産の売却に関して、敵対する画家のトンマーゾ・サリーニ（1575-1625）から非難を受けて、短期間で会長（principe）を辞任することになった。後任にはヴィルジニア・ヴェッツィ（Virginia Vezzi: 1600–1638）がなった。
1626年にローマで没した。

## 作品

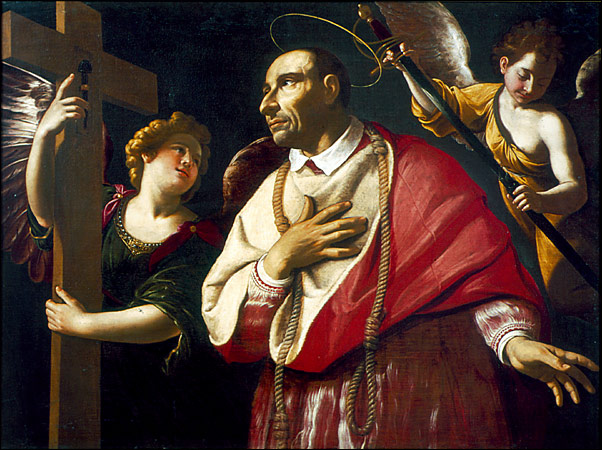
聖カルロ・ボッロメーオと天使 ウースター美術館
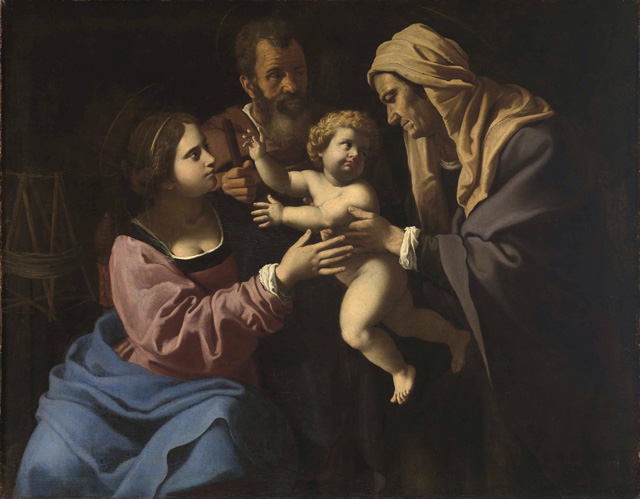
聖家族 カールスルーエ州立美術館
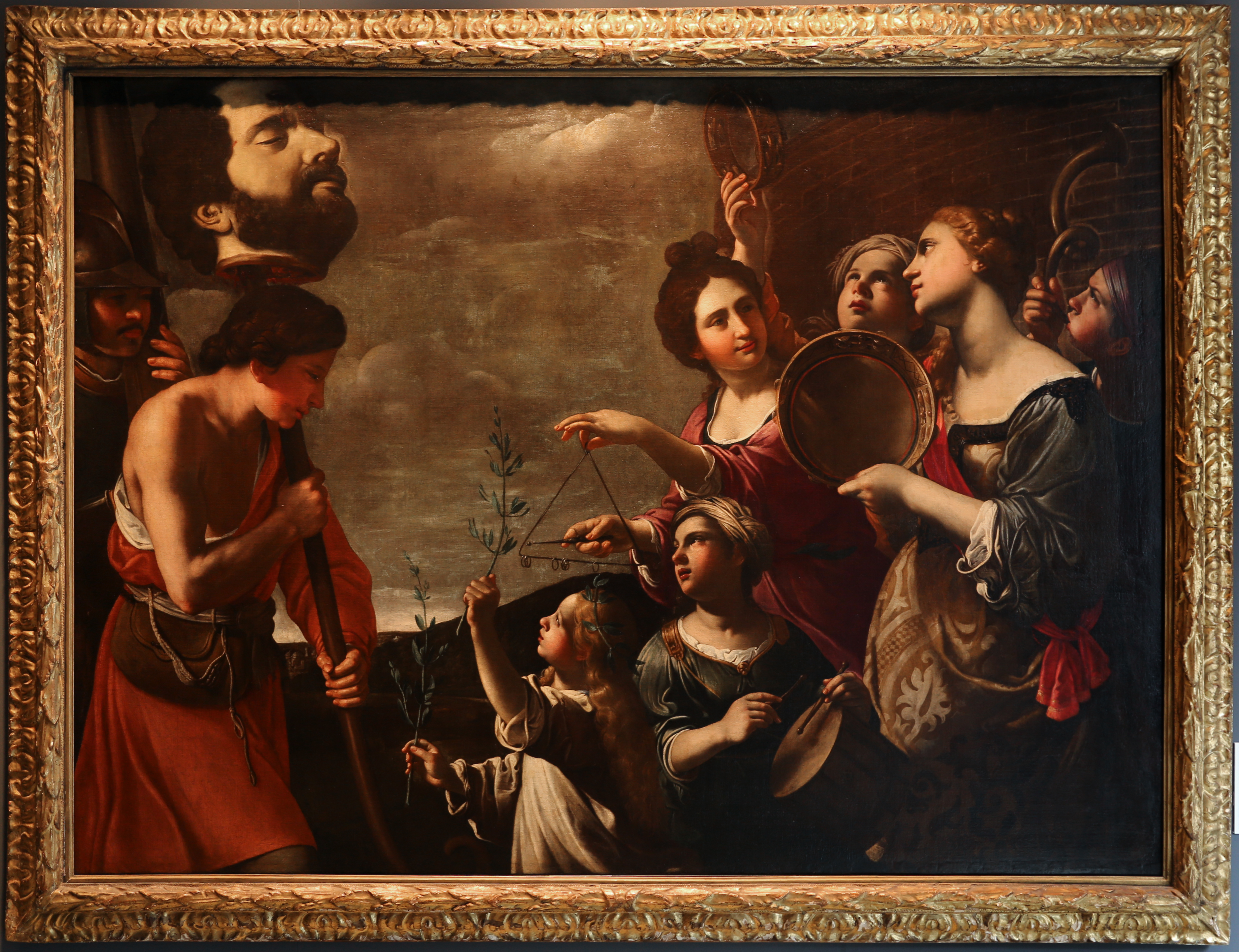
ゴリアテの首を持つダビデの凱旋

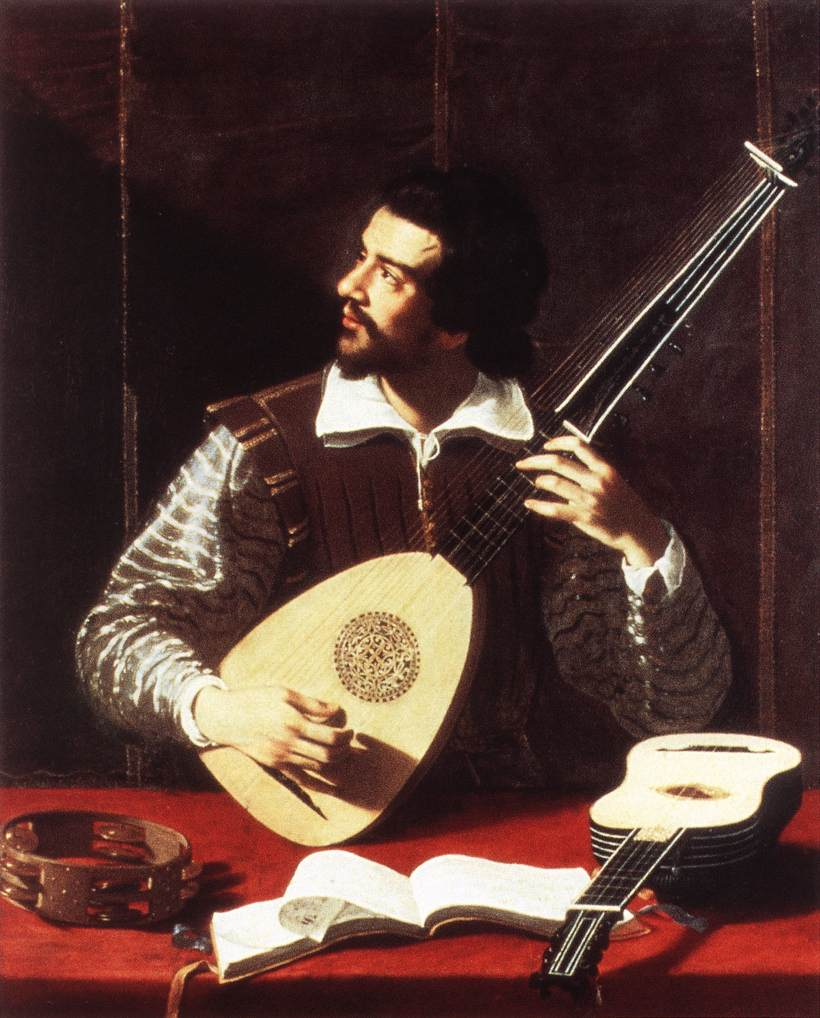
テオルボを弾く男 サバウダ美術館
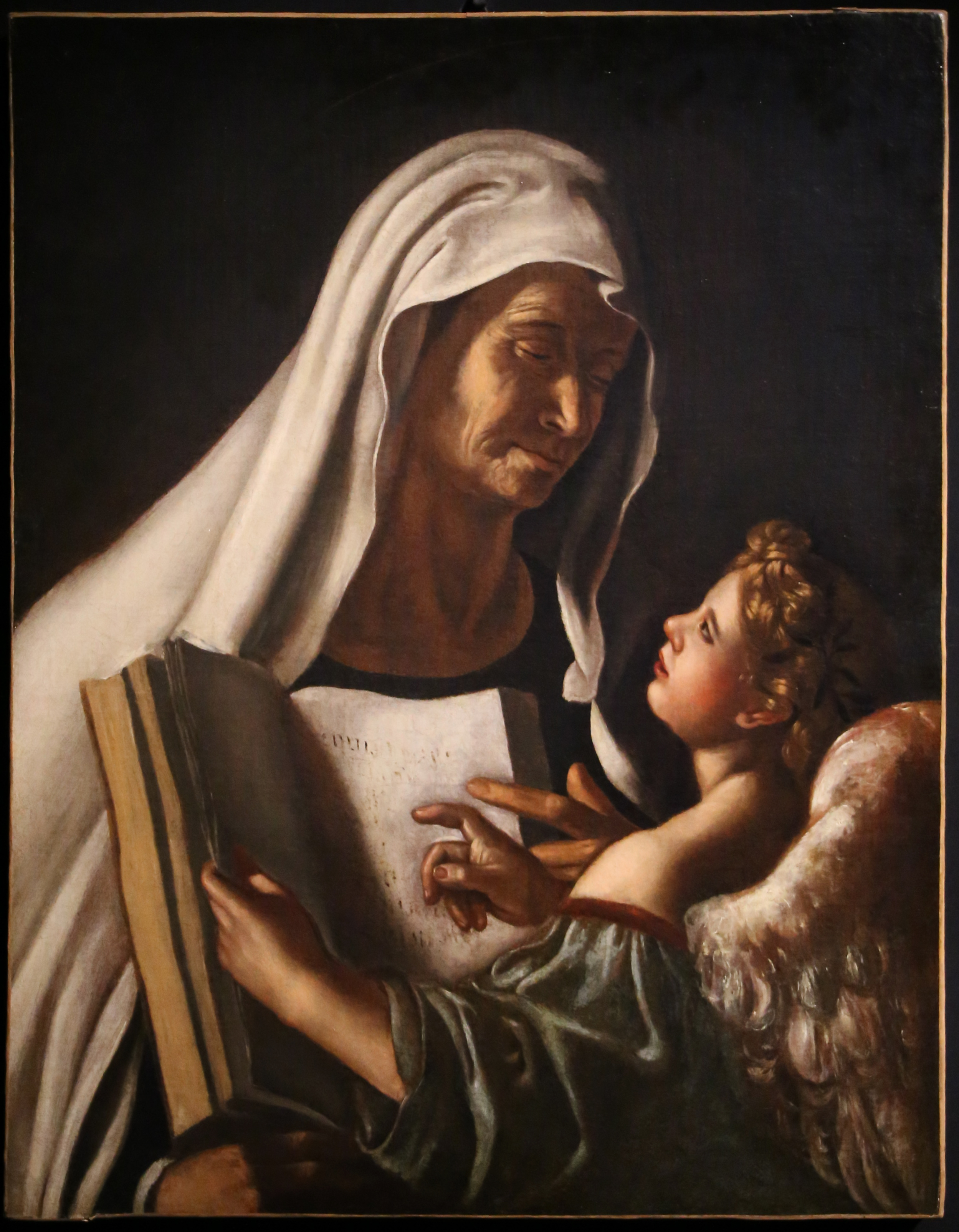
聖フランチェスカ・ロマーナ
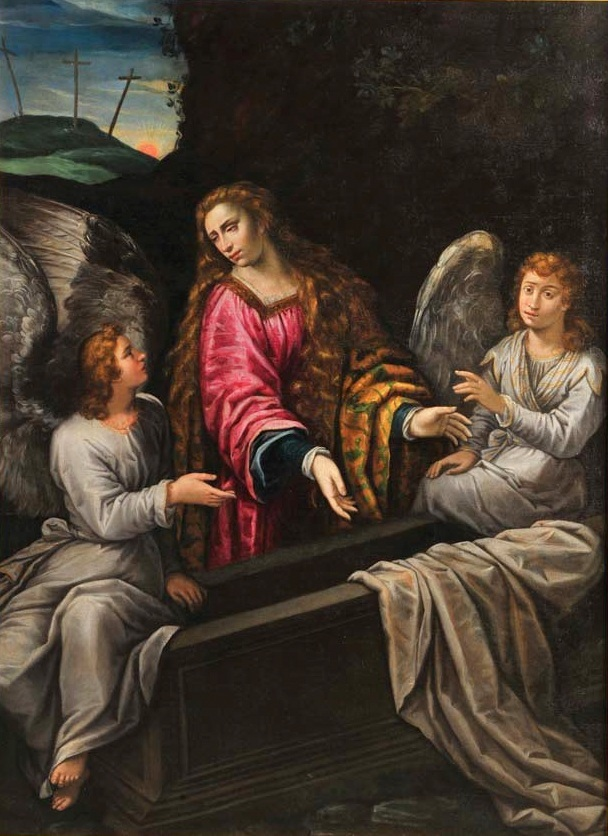
キリストの墓でのマグダラのマリア
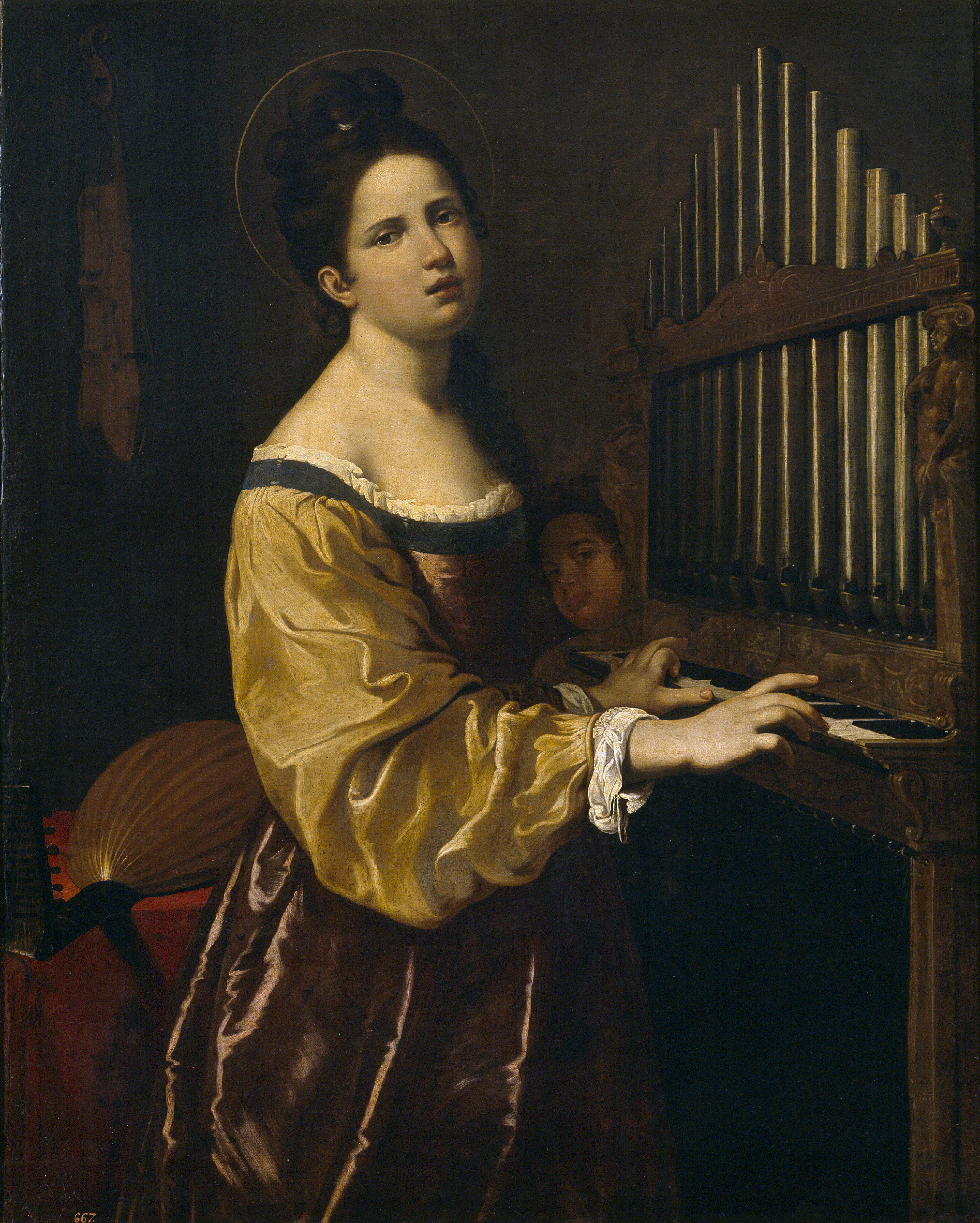
聖セシリア プラド美術館